# James Kwast
James Kwast   (Nijkerk, 23 de novembre de 1852 - Berlín, 31 d'octubre de 1927) fou un pianista holandès-alemany i famós professor de molts pianistes notables. També va ser compositor i editor menor.
Després d'estudiar amb el seu pare i Ferdinand Böhme al seu país d'origen, es va convertir en estudiant de Reinecke al Conservatori de Leipzig i va estudiar més tard a Berlín sota Theodor Kullak. I a Brussel·les sota Brassin i Gevaert. Es va instal·lar a Alemanya el 1883, inicialment com a professor al Conservatori de Colònia i més tard al Conservatori Hoch de Frankfurt i als conservatoris de Klindworth-Scharwenka (1903-06) i Stern a Berlín. Va participar en la primera audició a Anglaterra del Trio per Piano de Brahms en sol menor, amb Carl Fuchs i Carl Deichmann. Clara Schumann va interpretar el seu últim concert públic a Frankfurt el 12 de març de 1891. L'última obra que va interpretar va ser Variations on a Theme de Haydn, de Brahms, en la versió de duo-piano, amb Kwast com la seva parella.
Professor, la seva reputació com a professor va arribar molt amunt. La llista dels seus estudiants inclou:
- Hans Pfitzner (el seu futur gendre);
- Carl Friedberg;
- Percy Grainger;
- Ethel Leginska;
- Walter Braunfels (a qui va presentar a la música de Pfitzner);[4]
- Otto Klemperer (que va estudiar sota Kwast en tres institucions i li va atribuir tota la base del seu desenvolupament musical);[5]
- Ilsa Fromm-Michaels;
- Walter Burle Marx;[6]
- Edith Weiss-Mann;[7]
- Hermann Zilcher.[8]

## Composicions
Va escriure un concert per a piano i diverses peces de piano, així com transcripcions de piano de les obres d'orgue de Bach. Va editar les obres de teclat de Haydn.

## Vida personal
La seva primera esposa va ser Antonie ("Tony"), filla de Ferdinand Hiller. La seva filla Mimi Kwast es va casar amb el seu alumne, el compositor Hans Pfitzner. Més tard es va casar amb una seva deixeble, Frieda (1880 - 1949). També va ser alumna de Ferruccio Busoni, la solista de la primera actuació del Concertino de Busoni, i la dedicatòria del Concerto menor de Max Reger, que va estrenar el 1910. També va estrenar les variacions de Reger i la fuga sobre un tema de Telemann, op. 134, el 14 de març de 1915 al Gewandhaus de Leipzig. L'obra va ser dedicada al seu marit. El seu germà era el director d'orquestra Jan Albert Kwast (Quast).